# Kunstmuseum Schwaan

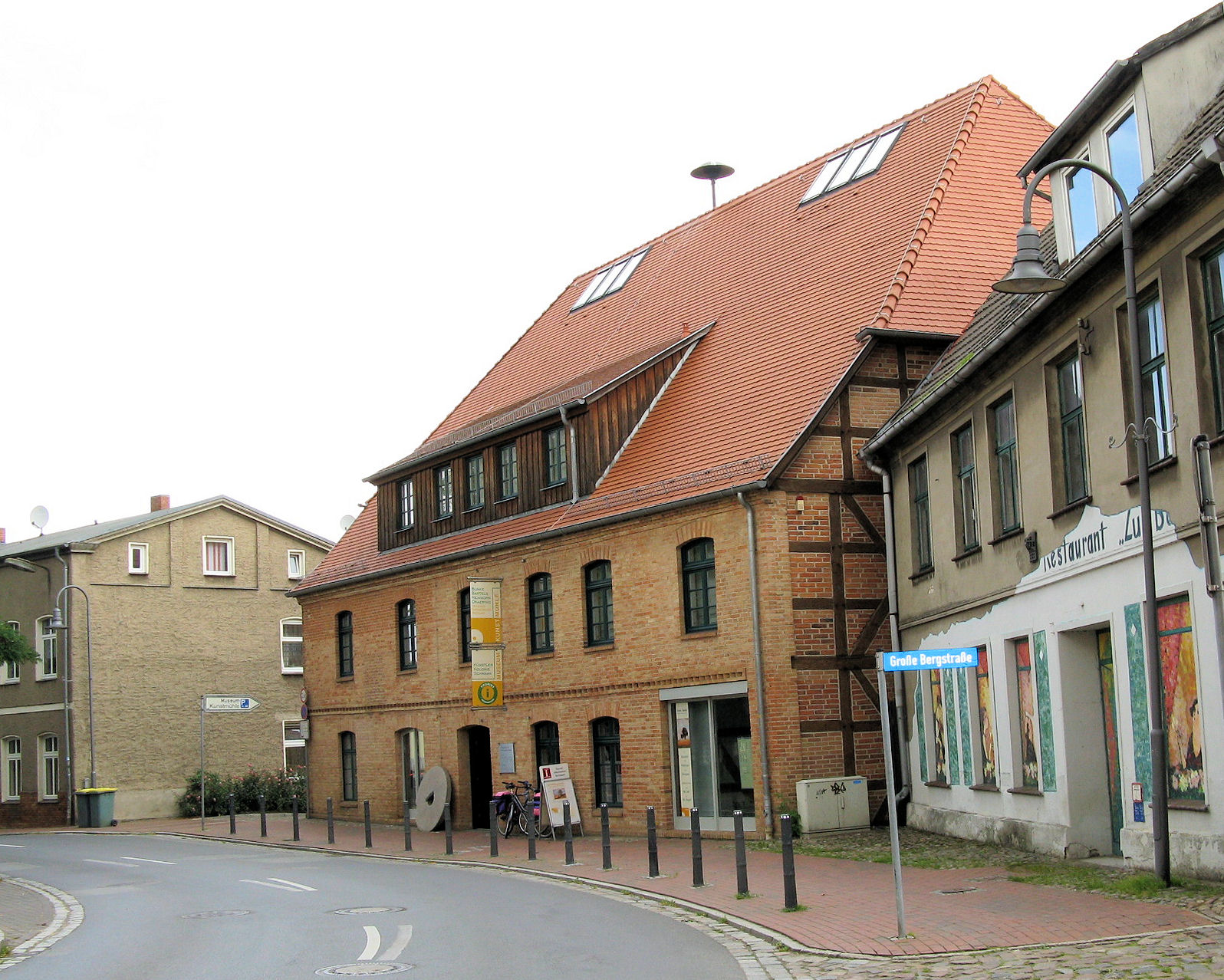
Kunstmuseum in der Wassermühle

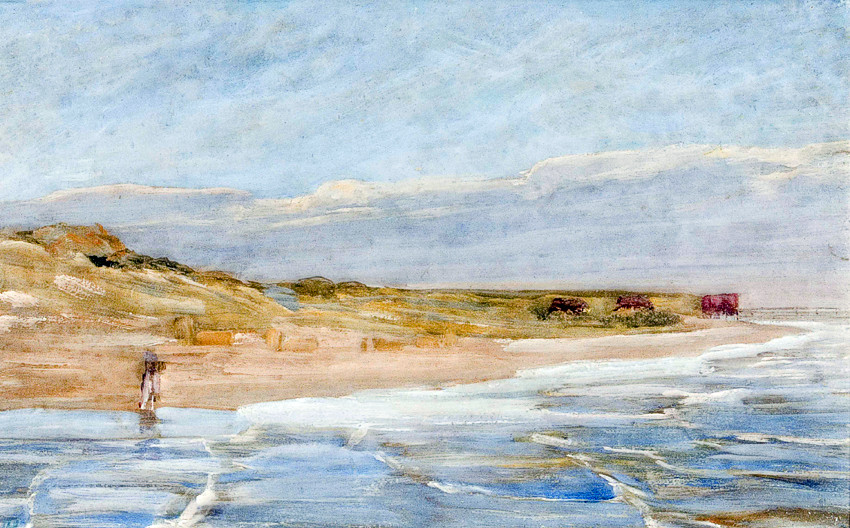
Anna Gerresheim: Küste im Morgenlicht im Bestand des Museums

Das Kunstmuseum Schwaan ist ein Kunstmuseum im mecklenburgischen Schwaan. Das Museum befindet sich seit 2002 im Gebäude einer ehemaligen Wassermühle und nannte sich anfangs Galerie in der Alten Wassermühle.
Das Kunstmuseum zeigt auf 600 Quadratmetern als Schwerpunkt ausdrucksstarke Landschaften der Künstlerkolonie Schwaan im 19. und 20. Jahrhundert. Wechselnde Ausstellungen stellen Zusammenhänge zu anderen Künstlerkolonien her oder zeigen zeitgenössische Arbeiten.
Die Stadt Schwaan ist der Träger des Museums. Das Kunstmuseum Schwaan ist Mitglied in der Vereinigung der Künstlerkolonien Europas Euroart (dort im Mitgliederverzeichnis Kunstmühle Schwaan genannt). Der Schwaaner Heiko Brunner ist Euroart-Vizepräsident.